# Яблуновське сільське поселення (Читинський район)
Я́блуновське сільське поселення (рос. Яблоновское сельское поселение) — сільське поселення у складі Читинського району Забайкальського краю Росії.
Адміністративний центр — селище Яблуново.

## Населення
Населення сільського поселення становить 811 осіб (2019; 955 у 2010, 1191 у 2002).

## Склад
До складу сільського поселення входять:
| Населений пункт  | Населення, осіб (2002) | Населення, осіб (2010) |
| ---------------- | ---------------------- | ---------------------- |
| Кука, селище     | 356                    | 203                    |
| Яблуново, селище | 835                    | 752                    |